# Gevlekte bosuil
De gevlekte bosuil (Strix occidentalis) is een lid van de familie van de 'echte' uilen (Strigidae). De wetenschappelijke naam van de soort werd voor het eerst geldig gepubliceerd door John Xantus de Vesey in 1860 als Syrnium occidentale.

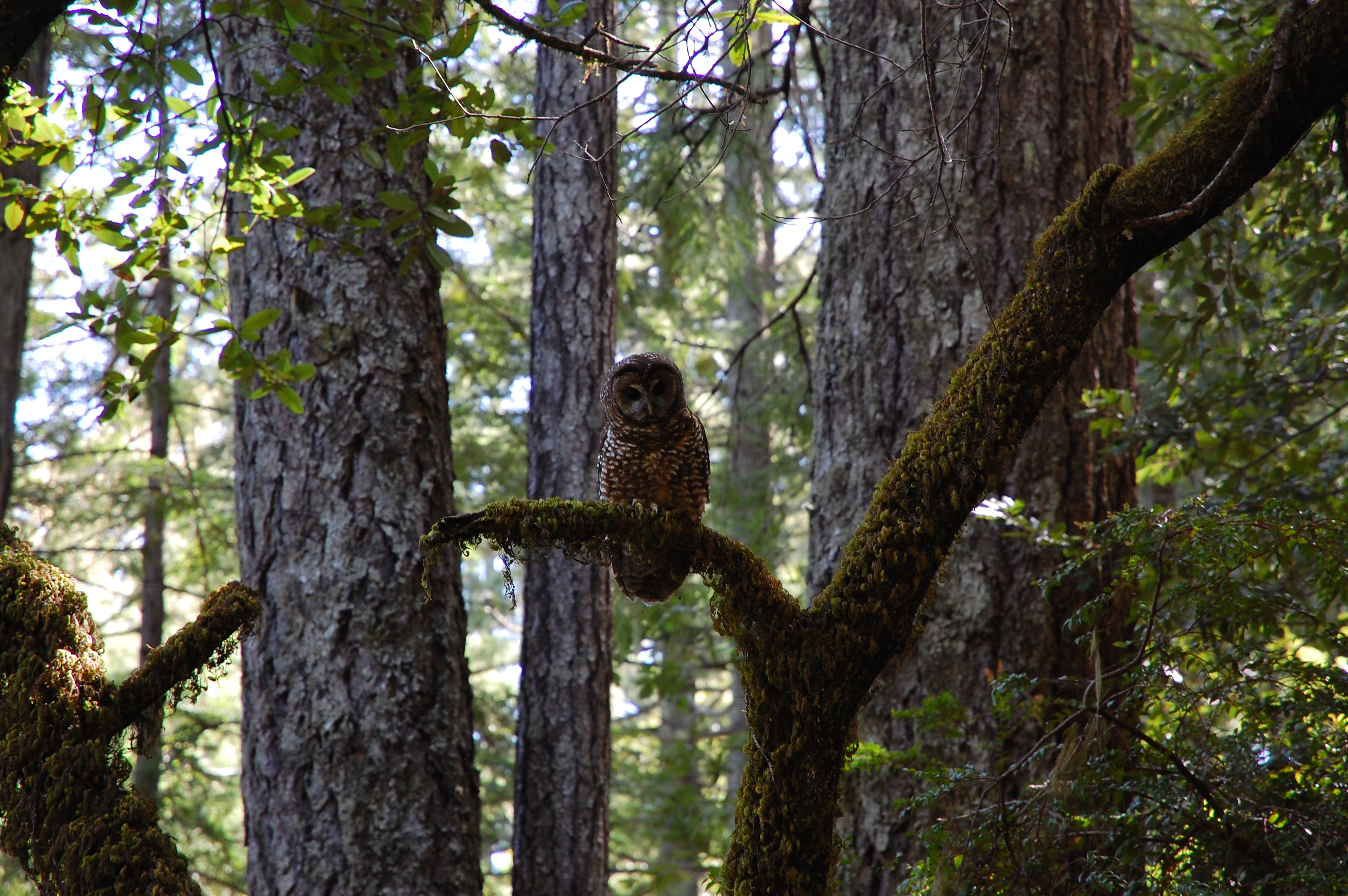
Gevlekte bosuil in het Humboldt Redwoods State Park

## Kenmerken
De gevlekte bosuil lijkt sterk op de gestreepte bosuil (S. varia). Deze bosuil is kleiner en heeft kruisvormige vlekken op de borst.

## Verspreiding en leefgebied
Met zijn 43 cm is dit een middelgrote uil, die in het westelijke deel van Noord-Amerika voorkomt, vooral in oude bossen waar hij broedt in boomholtes, maar ook in oude roofvogelnesten of in rotsspleten.
De soort telt 4 ondersoorten:
- S. o. caurina: van zuidelijk Brits-Columbia tot noordelijk Californië.
- S. o. occidentalis: zuidelijk Californië en noordelijk Baja California.
- S. o. lucida: van de zuidwestelijke Verenigde Staten tot Centraal-Mexico.
- S. o. juanaphillipsae: Centraal-Mexico.

## Status
De gevlekte bosuil is erg gevoelig voor ingrepen in zijn leefgebied. Oude bossen worden selectief gekapt en moeten plaats maken voor productiebos of andere bestemmingen. Daardoor raakt het leefgebied versnipperd. Bovendien lijkt de ondersoort S. o. caurina nadelige gevolgen van concurrentie te ondervinden door de komst van de gestreepte bosuil (Strix varia), die in zijn leefgebied oprukt. De gevlekte bosuil gaat om deze redenen in aantal achteruit en staat sinds 2004 op de internationale Rode Lijst van de IUCN met de status "gevoelig" (near threatened).